# Live at Donington
Live at Donington — четвертий живий альбом англійської групи Iron Maiden, який був випущений 8 листопада 1993 року.

## Список композицій
Всі пісні написані Стівом Гаррісом, окрім зазначених.

### Оригінальний CD-реліз
| Перший диск | Перший диск                 | Перший диск                   | Перший диск |
| #           | Назва                       | Автор                         | Тривалість  |
| ----------- | --------------------------- | ----------------------------- | ----------- |
| 1.          | «Be Quick or Be Dead»       | Брюс Дікінсон, Янік Ґерс      | 3:53        |
| 2.          | «The Number of the Beast»   |                               | 4:53        |
| 3.          | «Wrathchild»                |                               | 2:54        |
| 4.          | «From Here to Eternity»     |                               | 4:44        |
| 5.          | «Can I Play with Madness»   | Адріан Сміт, Дікінсон, Гарріс | 3:33        |
| 6.          | «Wasting Love»              | Дікінсон, Ґерс                | 5:36        |
| 7.          | «Tailgunner»                | Гарріс, Дікінсон              | 4:07        |
| 8.          | «The Evil That Men Do»      | Сміт, Дікінсон, Гарріс        | 7:51        |
| 9.          | «Afraid to Shoot Strangers» |                               | 6:59        |
| 10.         | «Fear of the Dark»          |                               | 7:08        |

| Disc Two | Disc Two                                  | Disc Two           | Disc Two   |
| #        | Назва                                     | Автор              | Тривалість |
| -------- | ----------------------------------------- | ------------------ | ---------- |
| 1.       | «Bring Your Daughter... to the Slaughter» | Дікінсон           | 6:12       |
| 2.       | «The Clairvoyant»                         |                    | 4:21       |
| 3.       | «Heaven Can Wait»                         |                    | 7:20       |
| 4.       | «Run to the Hills»                        |                    | 4:16       |
| 5.       | «2 Minutes to Midnight»                   | Сміт, Дікінсон     | 5:42       |
| 6.       | «Iron Maiden»                             |                    | 8:14       |
| 7.       | «Hallowed Be Thy Name»                    |                    | 7:28       |
| 8.       | «The Trooper»                             |                    | 3:53       |
| 9.       | «Sanctuary»                               | Iron Maiden        | 5:18       |
| 10.      | «Running Free» (feat. Adrian Smith)       | Гарріс, Пол ДіАнно | 7:56       |

### Перевидання 1998 року
| Перший диск | Перший диск                              | Перший диск            | Перший диск |
| #           | Назва                                    | Автор                  | Тривалість  |
| ----------- | ---------------------------------------- | ---------------------- | ----------- |
| 1.          | «Be Quick or Be Dead»                    | Дікінсон, Ґерс         | 3:53        |
| 2.          | «The Number of the Beast»                |                        | 4:53        |
| 3.          | «Wrathchild»                             |                        | 2:54        |
| 4.          | «From Here to Eternity»                  |                        | 4:44        |
| 5.          | «Can I Play with Madness»                | Сміт, Дікінсон, Гарріс | 3:33        |
| 6.          | «Wasting Love»                           | Дікінсон, Ґерс         | 5:36        |
| 7.          | «Tailgunner»                             | Гарріс, Дікінсон       | 4:07        |
| 8.          | «The Evil That Men Do»                   | Сміт, Дікінсон, Гарріс | 7:51        |
| 9.          | «Afraid to Shoot Strangers»              |                        | 6:59        |
| 10.         | «Fear of the Dark»                       |                        | 7:08        |
| 11.         | «Bring Your Daughter...to the Slaughter» | Дікінсон               | 6:12        |
| 12.         | «The Clairvoyant»                        |                        | 4:21        |
| 13.         | «Heaven Can Wait»                        |                        | 7:20        |
| 14.         | «Run to the Hills»                       |                        | 4:16        |

| Другий диск | Другий диск                        | Другий диск    | Другий диск |
| #           | Назва                              | Автор          | Тривалість  |
| ----------- | ---------------------------------- | -------------- | ----------- |
| 1.          | «2 Minutes to Midnight»            | Сміт, Дікінсон | 5:42        |
| 2.          | «Iron Maiden»                      |                | 8:14        |
| 3.          | «Hallowed Be Thy Name»             |                | 7:28        |
| 4.          | «The Trooper»                      |                | 3:53        |
| 5.          | «Sanctuary»                        | Iron Maiden    | 5:18        |
| 6.          | «Running Free» (feat. Адріан Сміт) | Гарріс, ДіАнно | 7:56        |

## Учасники запису
Iron Maiden
- Брюс Дікінсон — вокал
- Дейв Меррей — гітара
- Янік Ґерс — гітара
- Стів Гарріс — бас-гітара
- Ніко МакБрейн — ударні

Додаткові музиканти
- Майкл Кенні — клавішні
- Адріан Сміт — гітара в «Running Free»